# Ali Sonko
Ali Sonko (født 1954 i Gambia) er medejer af Restaurant Noma, hvor han har arbejdet som køkkenmedarbejder siden restaurantens åbning i 2003.
I forbindelse med Nomas midlertidige lukning i februar 2017 meddelte René Redzepi, restaurantens leder, at Sonko i lighed med to andre centrale medarbejdere, var blevet tildelt en andel af ejerskabet.
Ali Sonko blev kendt internationalt i 2010, hvor Noma første gang blev udnævnt til verdens bedste restaurant af Restaurant magazine; personalet var i samlet trop rejst til hædersfesten i London, men Sonko, som er gambiansk statsborger, havde ikke nået at få visum til rejsen til England. Hans Noma-kolleger var derfor iklædt en t-shirt med hans portræt på brystet, da de fik overrakt hædersprisen.
Sonko var landmand i Gambia, da han flyttede til Danmark i 1983.